# Texhnolyze
Texhnolyze (テクノライズ?, Tekunoraizu) è una serie televisiva anime diretta da Hiroshi Hamazaki, scritta da Chiaki Konaka, e prodotta da Yasuyuki Ueda, con character design di Yoshitoshi ABe. La serie è andata in onda in Giappone per ventidue episodi dal 16 aprile 2003 al 24 settembre 2003.

## Trama
La storia si svolge nella fatiscente città sotterranea di Lux. Gli abitanti di Lux sono arrivati a chiamarla "la Città" e trattarla come una forza senziente. Tre fazioni si contendono il controllo della città: "Organo", un conglomerato professionale con legami con la malavita e con il business delle protesi ("Texhnolyze"); "Union", un gruppo di fanatici che vogliono mettere i bastoni fra le ruote a Organo; "Racan", un gruppo di giovani predoni. La serie si concentra in particolare su Ichise, un orfano divenuto un combattente in incontri clandestini che ha perso una gamba e un braccio, Yoshii, che viene dalla superficie e scopre che sebbene Lux sia una città estremamente violenta vi è più vitalità che nel mondo in superficie, Onishi, il giovane dirigente dell'Organo che ha molti nemici, e Ran, una bambina che ha un potere molto importante e che interessa a molti abitanti della città. Questi personaggi saranno testimoni dei grandi eventi che determineranno il destino della città.

## Personaggi
- Ichise: un combattente di strada di poche parole, che partecipa a lotte underground. Ha subito un trauma infantile, con l'uccisione del padre in modo violento. Gli viene trapiantato un Texhnolyze al posto del braccio ed uno al posto della gamba.
- Ran: è una veggente di Gabe, avendo il dono di vedere uno dei possibili futuri. Coltiva orchidee, indossa una maschera di volpe dovunque va. Ha un profondo interesse per Ichise e lo aiuta durante la serie.
- Eriko Kaneda: è una ricercatrice. Crea texhnolyze che lavorano per l'uomo, anziché come armi. Aiuta Ichise, installandogli due texhnolyze.
- Keigo Onishi: è il leader dell'Organo, l'unica persona che può sentire la voce della città.
- Shinji: il leader di Racan, spesso coinvolto nelle guerre delle gang. Punta alla libertà e spera di essere un giorno accettato dalla classe. Possiede un texhnolyze al posto del dito.
- Kazuho Yoshii: un visitatore del mondo in superficie, porta con sé una borsa con oggetti di valore. Metà del suo corpo è un texhnolyze. Durante il suo viaggio decide di fare dei cambiamenti per la città.
- Shapes: individui completamente texhnolyze, hanno lasciato intatti unicamente gli organi vitali. Diventano presto un'aramata che cercherà di conquistare Lux una volta per tutte.

## Distribuzione
La serie è stata trasmessa in Giappone sulla Fuji Television dal 16 aprile al 24 settembre 2003. Gli episodi 19 e 20 non sono stati trasmessi ma sono stati inclusi nell'edizione in DVD uscita l'anno successivo. 
In Italia il primo episodio è stato trasmesso in lingua originale sottotitolato alle ore 0.30 del 7 settembre 2005, nell'ambito dell'Anime Week di MTV. I rimanenti episodi sono inediti.

## Episodi
| Nº | Titolo originale | In onda           | In onda |
| Nº | Titolo originale | Giapponese        |         |
| 1  | Stranger         | 16 aprile 2003    |         |
| 2  | Forfeiture       | 23 aprile 2003    |         |
| 3  | Texhnophile      | 30 aprile 2003    |         |
| 4  | Synapse          | 7 maggio 2003     |         |
| 5  | Loiter           | 14 maggio 2003    |         |
| 6  | Repetition       | 21 maggio 2003    |         |
| 7  | Plot             | 28 maggio 2003    |         |
| 8  | Cruicible        | 4 giugno 2003     |         |
| 9  | Wiggle           | 11 giugno 2003    |         |
| 10 | Conclusion       | 25 giugno 2003    |         |
| 11 | Vagrant          | 2 luglio 2003     |         |
| 12 | Precognition     | 16 luglio 2003    |         |
| 13 | Vista            | 23 luglio 2003    |         |
| 14 | Rejection        | 30 luglio 2003    |         |
| 15 | Shapes           | 13 agosto 2003    |         |
| 16 | Strain           | 20 agosto 2003    |         |
| 17 | Dependence       | 3 settembre 2003  |         |
| 18 | Throne           | 10 settembre 2003 |         |
| 19 | Heavenward       | -                 |         |
| 20 | Hades            | -                 |         |
| 21 | Encephalopathy   | 17 settembre 2003 |         |
| 22 | Myth             | 24 settembre 2003 |         |

## Colonna sonora
Sigla di apertura
- Guardian Angel cantata da Juno Reactor

Sigla di chiusura
- Tsuki no Uta (Song of the Moon) cantata da Gackt (eps 1-21)
- Walking Through the Empty Age cantata da Yōko Ishida (ep 22)

Altre canzoni:
- Spleen cantata da Franco Sansalone